# Нова Деревня (сільське поселення село Кольцово)
Нова Деревня (рос. Новая Деревня) — присілок в Ферзиковському районі Калузької області Російської Федерації.
Населення становить 10 осіб. Входить до складу муніципального утворення село Кольцово.

## Історія
Від 2004 року входить до складу муніципального утворення село Кольцово

## Населення
| 2002 | 2010 | 2011 |
| ---- | ---- | ---- |
| 5    | ↗10  | →10  |